# 被提
被提（英語：Rapture），是基督教末世论中的一種概念，認為當耶穌再臨之前（或同時），已死的人將會被復活高升，活著的人也将會一起被送到天上的至聖所与基督相會，并且身體将升华为不朽的身体。雖然幾乎所有基督徒团体都相信自己得到救赎和永远的生命，「被提」这个术语特别用于这个特别事件。这个概念在1830年代，以及较近的1970年代，由千禧年前论者，特别是时代论者对圣经的解释而开始普及。根据这些理论，世界上的事件表明，末日预言即将應驗，被提可能在任何时刻发生。許多较保守的新教基督徒（包括基要派、福音派、五旬节派、浸信会和许多独立团体）支持此解釋。  
「被提」的確切意義、時間以及影響，在基督徒社群中仍然有爭議，這個術語至少會被以兩種意義使用。災前被提論的觀點，一群人將會像字面上一樣離開“與主在空中相會”，另一群人則會被留在地上。這是現在最常用的意義，特別在美國基要派之中。過去傳統的觀點，則只是將「被提」當作「最後復活」的同義詞，不相信有一群人會另外被從地上帶走。這個區別很重要，因為某些類型的基督教從來沒有在宗教教育中提及“the Rapture”，但在描述最後的復活發生時，可能會使用較古老但更一般性的詞彙“rapture”。
關於耶穌再臨的時間有很多種說法（包括究竟會是一次事件或兩次），被提的時間也有兩種解釋，一種認為被提將发生在大灾难（耶稣再临之前为期7年的时期）前夕，另一种解释认为被提将会发生在大灾难中途，此后基督到地上建立他的王国，统治世界1000年（见千禧年）。對於帖撒羅尼迦前書4章所描寫「在空中相遇」的目的為何，也有不同的觀點。許多教派如天主教 ，東正教，信義宗和改革宗，相信被提的意義只是表示當耶穌再臨時，一般性的最後復活。他們不相信在帖撒羅尼迦前書4章17節的事件發生後，還會那個大災難的時期，讓一群被留在地上的人經歷。
學者普遍認為，災前被提論起源於十八世紀的清教徒牧師因克瑞斯·馬瑟和科頓·馬瑟， 隨後由約翰·納爾遜·達秘在1830年代普及， 再透過司可福串注聖經的廣泛流傳普及於20世紀初美國。。其他人包括格蘭特·傑佛瑞則認為，七世紀敘利亞教會文獻《托名的以法蓮的啟示錄》支持災前被提。

## 语源
「被提」一詞源自拉丁語（raptus 為「已經被掌握的」之意），而非圣经所使用的的语言希伯来语和希腊语。希臘語的「harpazo」在希臘語的帖撒羅尼迦前書4:17出現過，其意為「使之從地面升起」、「為自己而拿」，或簡單地說，「選擇」（haireomai）。這些意思都和「airo」一詞很像，其意為「舉起」。

## 历史
对于被提教义的起源有激烈的争议。东正教、主流新教和天主教这些传统教派不教导，甚或抵制这一教义，一方面是因为他们未发现早期教父提到这一教义。另一方面还因为他们不同意相信被提者对这些经文的解释。
至少有一本18世纪和2本19世纪的书说到灾前被提，一本出版于1788年，一本是1812年天主教神父Emmanuel Lacunza所写的著作 ，还有一本是1827年达秘的著作。不过，1788年出版的著作和Lacunza的著作持相反观点
灾前被提信仰的兴起有时被归因于一位15岁的苏格兰-爱尔兰女孩Margaret Macdonald (Prophecy)（Edward Irving的追随者)，她在1830年看见异象，1861年出版成书。
被提这个名词的普及与普利茅斯弟兄会领袖达秘的教导，以及19世纪末英语教会中千禧年前论（premillennialism）和时代论（dispensationalism）的兴起有很大的关系。1908年，被提的教义由于福音传道者William Eugene Blackstone的著作Jesus Is Coming（销售量达100多万册）而进一步普及。“被提”一词首先出现在出版物中是1909年的Scofield Reference Bible。 
1957年，达拉斯神学院的神学家華約翰博士写了一本书《被提问题》（The Rapture Question），支持灾前被提理论，这本书的销售量达到65,000册。1958年，潘潔德也写了一本书《圣经末世学研究》（Things to Come: A Study in Biblical Eschatology）支持灾前被提理论，这本书的销售量达到215,000册。
1970年代，被提成为一个流行的话题，这部分是由于何凌西的书籍，包括《末後的伟大地球》（The Late, Great Planet Earth）一书，该书销售了1500万-3500万册 。何凌西声称被提即将来临，这个思想受到当时世界情形的影响。冷战和欧洲经济共同体显然是哈米吉多顿迫近的预报。1970年代其他全球政治问题也已经在圣经中被预言。Lindsey 暗示启示录中提到的七头十角的兽就是欧洲经济共同体（欧盟的前身），当时有10个成员国，现在已有27个成员国。
1995年，灾前被提的教义由于黎曦庭的丛书《末日迷踪》而进一步普及，这本书销售了上千万册，并被拍摄成几部影片。
今天，被提的教义仍然是基要派末世论的重要组成部分。许多基督徒仍然感觉世界局势正趋向于被提、大灾难，基督很快就要回来。

## 圣经依据
被提教义的支持者普遍引用以下新约经文作为依据：
- “看哪，我把一个奥秘告诉你们：我们不是都要睡觉，乃是都要改变，就是在一刹那，眨眼之间，末次号筒的时候；因号筒要响，死人要复活，成为不朽坏的，我们也要改变。 ”[25]
- “我们现在凭着主的话，告诉你们这件事，就是我们这些活着还存留到主来临的人，绝不能在那已经睡了的人之先；因为主必亲自从天降临，有1发令的呼叫，有天使长的声音，又有神的号声，那在基督里死了的人必先复活，然后我们这些活着还存留的人，必同时与他们一起被提到云里，在空中与主相会；这样，我们就要和主常常同在。”[26]
- “祂要按着祂那甚至能叫万有归服自己的动力，将我们这卑贱的身体改变形状，使之同形于祂荣耀的身体。”[27]
- “人子显现的日子，也要这样。当那日，人在房顶上，器具在屋子里，不要下来拿；在田地里的，也照样不要回去。你们要回想罗得的妻子。凡想要保全魂生命的，必丧失魂生命；凡丧失魂生命的，必使魂生命得以存活。我告诉你们，当那一夜，两个人在一个床上，要取去一个，撇下一个。两个女人在一处推磨，要取去一个，撇下一个。两个人在田里，要取去一个，撇下一个。 ”[28]

## 被提时间的主要观点
- 災前被提论
- 災中被提论
- 怒前被提
- 部分被提
- 災後被提
- 多次被提